# Truman Everts

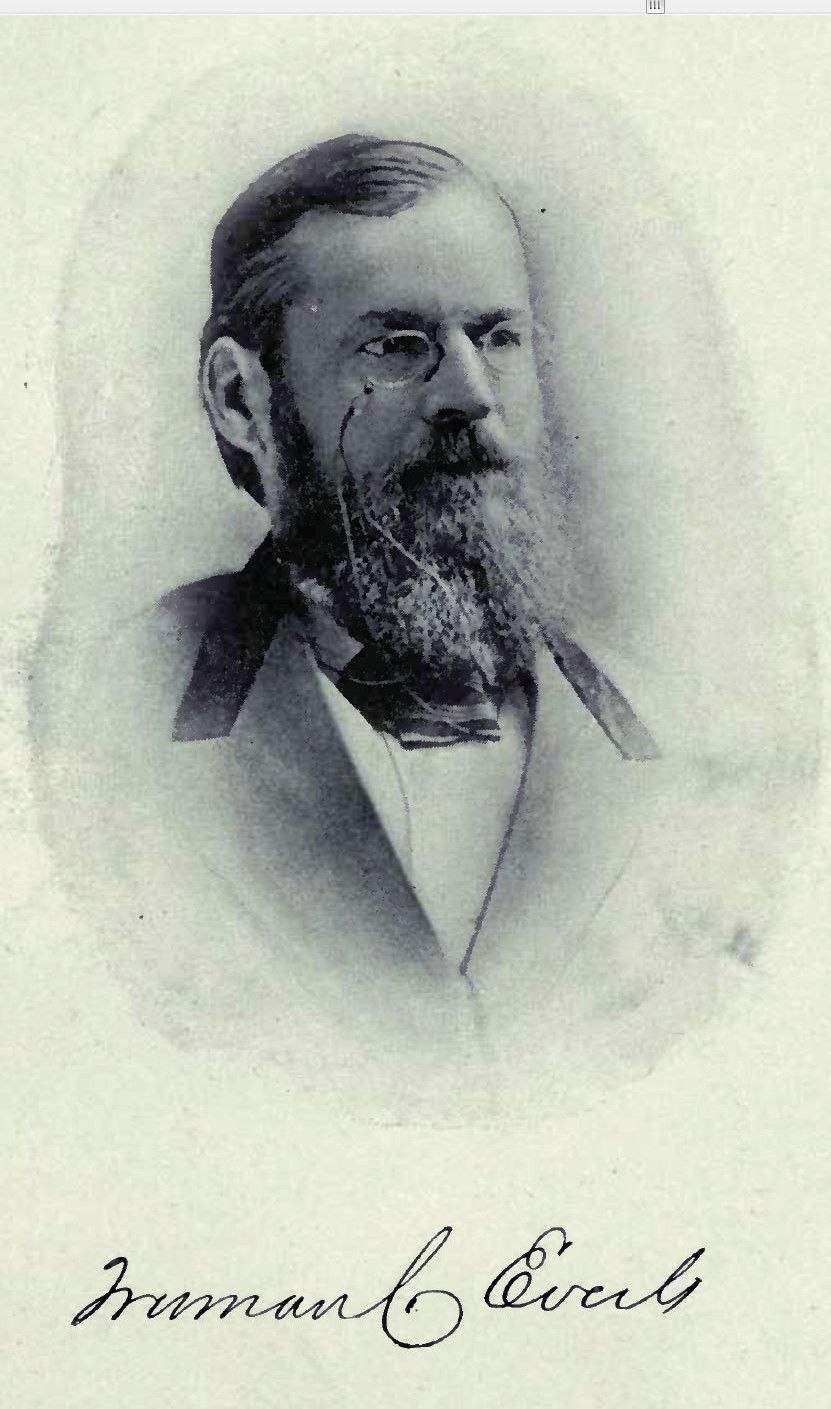
Truman Everts

Truman C. Everts (* 1816 in Burlington, Vermont; † 16. Februar 1901 in Hyattsville, Maryland) war ein US-amerikanischer Forscher und Unglücksrabe, der an der Washburn-Langford-Doane-Expedition von 1870 durch das Gebiet des heutigen Yellowstone-Nationalparks teilnahm. Dabei wurde er zum Namensgeber des Mount Everts.

## Leben  bis zur Expedition
Truman Everts war einer von sechs Söhnen eines Kapitäns auf den Großen Seen. Vermutlich war er verheiratet; doch ist davon nichts weiter bekannt als dass er eine Tochter namens Elizabeth (Bessie) hatte, die sich um sein Haus in Helena kümmerte. Er lebte an verschiedenen Orten in den Bundesstaaten Michigan, Kentucky, New York, Montana und schließlich Maryland.
Im amerikanischen Bürgerkrieg diente Everts als Sanitäts-Beauftragter, unter anderem bei Fredericksburg, wo er auf Philetus Walter Norris, den späteren Superintendenten des Yellowstone-Nationalparks, traf.
1865 ernannte ihn US-Präsident Abraham Lincoln zum Steuerbeamten des neuen Territoriums Montana. Diese politische Position verlor er fünf Jahre später wieder. Everts suchte eine neue Herausforderung und meldete sich für die Washburn-Langford-Doane-Expedition.

## Yellowstone-Expedition
Mit 54 Jahren war Everts der älteste Teilnehmer der Expedition.
Bereits am ersten Tag geschah sein erstes Missgeschick. Er hatte sich entlang des Weges mit Beeren bedient, die ihm nicht gut bekommen waren. Er wurde krank und hielt die Expedition zwei Tage lang auf.
Seine Missgeschicke während der Expedition, für die er bekannt wurde, begannen am 9. September 1870. Everts entfernte sich bei heftigem Wind zu weit von seinen Kollegen und verirrte sich südlich des Yellowstone Lakes. Am nächsten Tag riss sein Pferd mit all seinen Habseligkeiten aus, ausgenommen dem, was er bei sich trug. Ob der kurzsichtige Everts auch noch seine Brille verlor, ist umstritten. Jedenfalls führte er keinen Proviant mit sich. Auf der Suche nach dem Pferd verirrte er sich gänzlich. Bald entdeckte er den Heart Lake (Wyoming), verwechselte ihn jedoch mit dem Yellowstone Lake. Den Mount Sheridan westlich des Heart Lake hielt er für das nördliche Ende des Two Ocean Plateaus. Everts verirrte sich immer stärker; bald war er vor Hunger erschöpft. Nach vier Tagen ohne Nahrung entdeckte er eine Elk-Distel, deren Wurzel er aß. Möglicherweise war die Elk-Distel die einzige Pflanze, die der kurzsichtige Everts richtig erkennen konnte; immerhin war sie größer als viele andere.
Er ernährte sich weiter von der Distel, die ihn knapp vor dem Hungertod bewahrte. Einmal konnte er einen kleinen Vogel fangen, den er roh verzehrte. An verschiedenen Orten hinterließ er Nachrichten für seine Kollegen; doch diese fanden die Notizen nicht, ebenso wenig wie Everts die Nachrichten seiner Kollegen fand. Everts sah weder die Signalfeuer des Trupps noch hörte er deren Gewehrsalven.

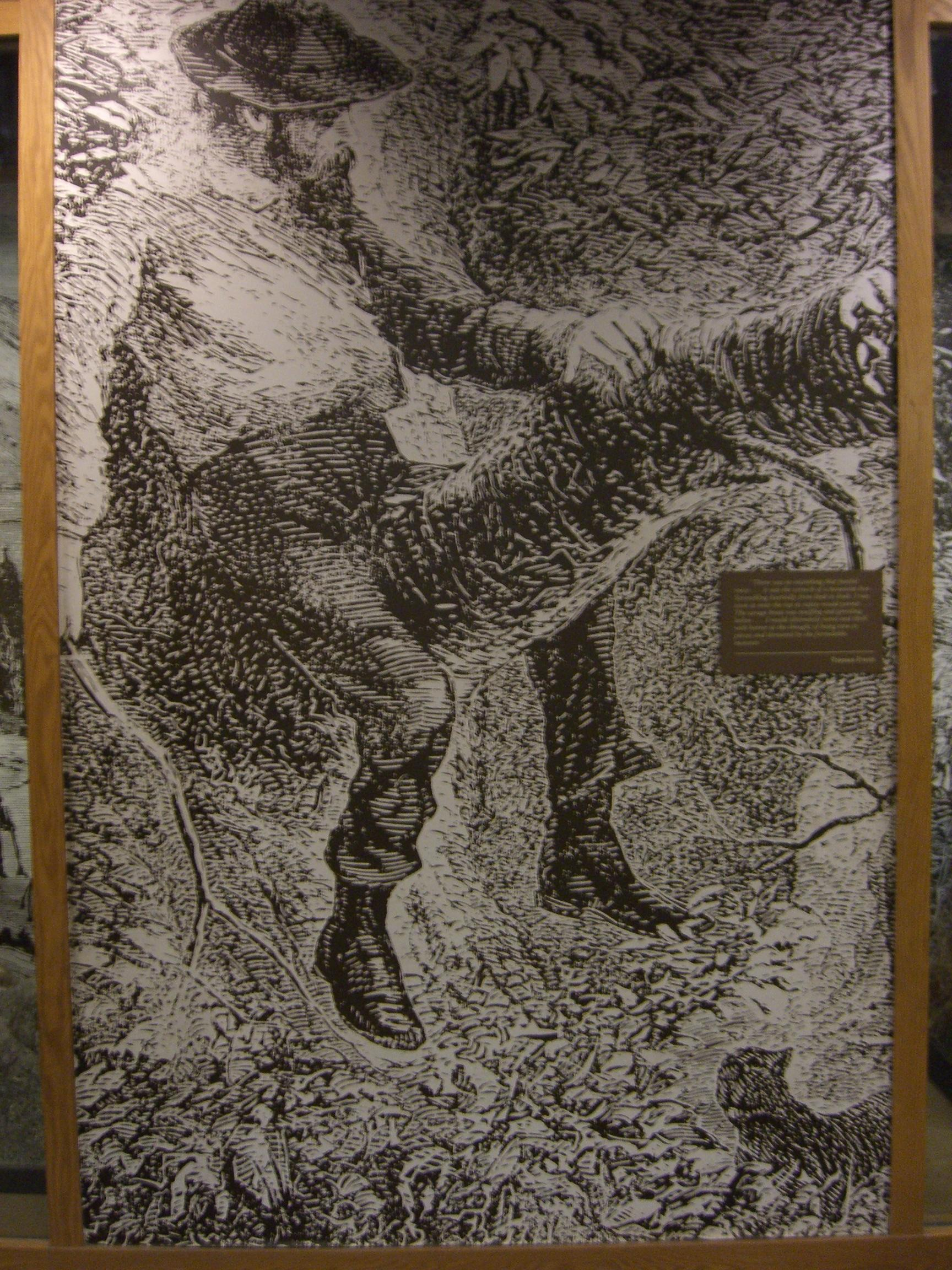
Everts auf dem Baum, Bild im Museum in Mammoth Hot Springs

Am 11. oder 12. September griff ein Puma Everts an. Everts rettete sich auf einen Baum. Vermutlich am 12. September wurde er von einem Schneesturm überrascht. Völlig durchfroren und pudelnass fand er eine Heiße Quelle, an der er sich wärmte. Zusätzlich gelang es ihm, mit einem Opernglas ein Feuer zu entfachen. Er blieb wahrscheinlich bis zum 19. September dort, eventuell bis zum 20.
In einer späteren Nacht saß Everts an einem Feuer. Pumaschreie und Wolfsgeheul ließen ihn lange keinen Schlaf finden. Allmählich übermannte ihn der Schlaf, er kippte ins Feuer und verbrannte sich an der Hand.
Einige Nächte später geschah ihm ein weiteres Missgeschick: Der Wind trug die Flammen seines Lagerfeuers zu den nahegelegenen Bäumen und Büschen und verursachte einen Waldbrand. Everts holte sich vermutlich schwerere Brandverletzungen.
Er umging den Yellowstone Lake im Westen und folgte anschließend dem Yellowstone River nordwärts. Nach vier weiteren Tagen ohne Nahrung war Everts vor Hunger und Kälte so erschöpft, dass er halluzinierte. Er sprach mit imaginären Personen und verlor jeglichen Zeitsinn. Endlich fand er in einer warmen Quelle nahe den Lower Falls einige Elritzen, die er im Zustand größter Erschöpfung roh aß; doch konnte sein Magen die Nahrung nicht behalten.
Beim Tower Fall angelangt, benötigte er einen halben Tag, um eine einzige Heuschrecke zu fangen; in der zweiten Tageshälfte versuchte er erfolglos, sich eine Forelle zu angeln. Niedergeschlagen entschloss er sich am Abend, sich fortan nur noch von Disteln zu ernähren.
Am nächsten Morgen zog ein Schneesturm auf und zwang Everts die folgenden beiden Nächte, am Feuer zu verharren. Glücklicherweise fand er im Wald genügend Disteln und füllte seine Taschen damit, bevor er weiter marschierte.
Zwei oder drei Tage bevor er gerettet wurde, fiel er beim Aufstieg auf einen Hügel vor Erschöpfung in einen Salbeibusch und schlief sofort ein. Als Everts erwachte, hatte er keine Ahnung, wie lange er dort geschlafen hatte; immerhin konnte er sich erheben und seinen Marsch fortsetzen. Am nächsten Abend wollte er mit seinem Opernglas Feuer machen, stellte jedoch fest, dass er es verloren hatte. Völlig verzweifelt wanderte er die ganze Nacht über etwa acht Kilometer zurück zu jenem Salbeibusch, an welchem er das letzte Mal geschlafen hatte. Dort fand er tatsächlich das Opernglas wieder. Er machte erneut kehrt und erreichte gegen Abend seine Lagerstätte, an der er das Fehlen des Glases bemerkt hatte. Mittlerweile war es sehr kalt geworden und es hatte wieder zu schneien begonnen. Everts musste das Feuer die ganze Nacht in Gang halten; an Schlaf war nicht zu denken. Trotz des Sturmes trottete er am nächsten Morgen weiter. Am Abend zeigte sich die Sonne kaum und seine Hände zitterten so heftig, dass er nur mit größter Mühe ein Feuer entfachen konnte.
Am nächsten Tag zog erneut ein Sturm auf. Everts schleppte sich weiter, war aber so erschöpft, dass er bald wieder rasten musste und ein Feuer zu entfachen versuchte. Es gelang ihm nicht mehr. Auf allen Vieren kroch er weiter.
Inzwischen hatte Judge Lawrence, ein Geschäftspartner des Expeditionsteilnehmers Cornelius Hedges, eine Belohnung von 600 Dollar für Everts Rettung ausgestellt. Es war Jack Baronett, der Everts als erster entdeckte. Am 16. Oktober erblickte er weit entfernt etwas Dunkles auf allen Vieren kriechen. Er hielt es für einen Schwarzbären und wollte in einem ersten Impuls gleich schießen, entschloss sich dann aber, erst näher heran zu gehen. Bald bemerkte er, dass es sich um keinen Bären handeln konnte. Als er das Unbekannte als Mensch identifizierte, sprach er den kriechenden Everts an. Dieser war nicht mehr fähig, ihm zu antworten. Plötzlich erkannte Baronett, wen er vor sich hatte und hob Everts, der nicht mehr viel mehr als Skelett war, auf die Schultern und trug ihn hinunter zum Gardiner River. Dort entfachte er ein Feuer und braute Everts einen Tee. George A. Pritchett, ein anderes Mitglied des Suchtrupps, gesellte sich zu ihnen. Everts war lange im Delirium. Erst nach etlichen Tagen konnte er die etwa 30 Kilometer zu einer Hütte von Mineuren unter die Füße nehmen, begleitet von seinen beiden Rettern. Die Turkey-Pen-Hütte befand sich knapp drei Kilometer östlich des Roosevelt-Bogens bei Gardiner, etwas nördlich des heutigen Yellowstone-Nationalparkes. Everts blieb etliche Tage dort, bevor er über Bozeman nach Helena zog. Baronett soll seine Belohnung nie erhalten haben. Lawrence verwies darauf, dass Everts noch lebte und die Belohnung selbst bezahlen konnte und Everts behauptete, er hätte auch ohne Baronetts Hilfe in die Zivilisation zurückgefunden.
Everts’ Irrmarsch durch den heutigen Yellowstone-Nationalpark dauerte 37 Tage, in denen er rund 80 Kilometer zurücklegte.
Seither wird die Elk-Distel auch Everts-Distel genannt. Ebenfalls nach ihm benannt wurde der Mount Everts, der etwas östlich von Mammoth Hot Springs liegt, den er aber nie erreicht hatte. Der Mount Everts war nicht der Berg, an dem Everts gerettet wurde; wegen eines Missverständnisses wurde der falsche Berg nach ihm benannt. Ein Bach auf der Ostseite des Mount Everts heißt Rescue Creek.

## Leben nach der Expedition
Everts notierte seine Erlebnisse und veröffentlichte diese 1871 unter dem Titel Thirty-Seven Days of Peril. Zusammen mit seiner Tochter Bessie besuchte er später das Yellowstone-Gebiet nochmals.
Mit 64 oder 65 Jahren heiratete Everts erneut, diesmal eine Vierzehnjährige. Er zog mit ihr nach Toledo, Ohio und später nach Washington D.C., wo er als Postbeamter arbeitete. Mit knapp 75 wurde er Vater eines Sohnes (Truman Everts Jr.) und lebte danach noch zehn Jahre lang. Seine letzten Jahre verbrachte er in Hyattsville, Maryland. Dort starb er am 16. Februar 1901 an einer Lungenentzündung. Er wurde auf dem Glenwood Cemetery in Washington beerdigt. Everts’ Frau starb 1947 und wurde ebenfalls auf dem Glenwood Cemetery bestattet.